# 22183 Canonlau
22183 Canonlau este un asteroid din centura principală de asteroizi.

## Descriere
22183 Canonlau este un asteroid din centura principală de asteroizi. A fost descoperit pe 23 decembrie 2000 la Desert Beaver Observatory de William Kwong Yu Yeung. Asteroidul prezintă o orbită caracterizată de o semiaxă mare de 2,61 ua, o excentricitate de 0,19 și o înclinație de 14,4° în raport cu ecliptica.